# Online Encyclopedia of Mass Violence
La Online Encyclopedia of Mass Violence (abrégée en OEMV) ou massviolence.org est un projet encyclopédique initié par l'historien Jacques Semelin, directeur de recherche au CNRS, et une équipe d'universitaires internationaux sous la direction de Claire Andrieu, professeure à Sciences Po Paris. Son but est de créer une base de données fiable des massacres et génocides, crimes commis à l'encontre des non-combattants, du XXe siècle ou avant, et « dont les causes sont principalement politiques, sociales, religieuses ou culturelles ».
Fournissant des index chronologiques, des études de cas, des analyses sur la contribution de la violence socio-politique dans un pays donné, un glossaire des termes les plus utilisés par les études de génocide ou écrits théoriques.
La langue utilisée est l'anglais mais les contributions de langues étrangères sont disponibles en version originale au format PDF.